# Kaspi-Maifisch
Der Kaspi-Maifisch (Alosa caspia) ist ein Wanderfisch der im Schwarzen Meer, dem Asowschen Meer, dem Kaspischen Meer und in den einmündenden Flüssen vorkommt. Er gehört zu den Heringsartigen (Clupeiformes).

## Merkmale
Er hat die typische, seitlich abgeflachte, etwas hochrückigere Gestalt der Süßwasserheringe und wird maximal 32 cm lang, bleibt für gewöhnlich aber bei einer Länge von 20 cm. Die Körperhöhe kann ¼ der Gesamtlänge erreichen. Der Körper ist von relativ großen Rundschuppen bedeckt. Der Oberkiefer ist mittig gekerbt, der Unterkiefer reicht bis zum hinteren Augenrand. Das Pflugscharbein ist bezahnt. Die Kieferzähne sind wenig entwickelt und manchmal kaum wahrzunehmen. Die Anzahl der Kiemenreusenstrahlen liegt bei 50 bis 180. Sie sind deutlich länger als die Kiemenfilamente und dünn.
Der Kaspi-Maifisch ist auf der Rückenseite grünlich bis bläulich und an den Körperseiten und am Bauch silbrig. Eine bis acht große, schwarze Flecken zeigen sich hinter dem Kiemendeckel entlang der Flanken.

## Lebensweise
Der Kaspi-Maifisch lebt in Schwärmen und ist ein anadromer Wanderfisch. Im Meer lebt er pelagisch in küstennahen, gut durchströmten Bereichen und vermeidet Regionen mit gleichbleibend hohem Salzgehalt. Zur Fortpflanzung wandert er in die Flüsse und laicht im Süßwasser oder in leicht brackigem Wasser oberhalb von drei Metern Tiefe. Einige der Unterarten laichen auch im Meer in Brack- oder Salzwasser. Nördlich des Kaspischen Meers dauert die Fortpflanzungszeit von April bis Juni. Männchen beginnen mit Fortpflanzungsaktivitäten im Alter 2 bis 3 Jahren, Weibchen mit 4 bis 5 Jahren. Viele laichen pro Saison 2- bis 4-mal. Der Kaspi-Maifisch ist wärmebedürftig. Die Laichwanderung beginnt, wenn die Wassertemperatur oberhalb von 10 °C liegt, gelaicht wird bei einer Temperatur ab 15 °C.
Im Meer ernährt sich der Kaspi-Maifisch vor allem von Zooplankton (Copepoden und Mysiden).

## Unterarten
- Alosa caspia caspia (Eichwald, 1838)
- Alosa caspia bulgarica Drensky, 1934
- Alosa caspia knipowitschi	(Iljin, 1927)
- Alosa caspia persica (Iljin, 1927)
- Alosa caspia salina (Svetovidov, 1936)